# Triaeris berlandi
Triaeris berlandi är en spindelart som beskrevs av Lawrence 1952. Triaeris berlandi ingår i släktet Triaeris och familjen dansspindlar. Inga underarter finns listade i Catalogue of Life.